# Governo Hončaruk
Il governo Hončaruk è stato il 20º governo dell'Ucraina, il primo della IX legislatura, in carica dal 29 agosto 2019 al 4 marzo 2020 per un totale di sei mesi e quattro giorni.
Si è trattato di un governo composto in larga parte da membri del partito Servitore del Popolo, detentore della maggioranza nella Verchovna Rada dopo le elezioni parlamentari del 2019, e indipendenti, tra cui lo stesso Primo ministro Oleksij Hončaruk, oltre che il Ministro degli affari interni Arsen Avakov, appartenente al partito Fronte Popolare e già presente nei due precedenti esecutivi; in parlamento il governo ha ricevuto anche sostegno esterno alla maggioranza.
Dopo esser stato eletto il 29 agosto 2019, durante la prima seduta della neoeletta legislatura, il parlamento nella stessa giornata ha approvato anche la composizione del gabinetto dei ministri. Dopo un periodo di tensioni col Presidente Volodymyr Zelens'kyj, il Primo ministro ha rassegnato le proprie dimissioni una prima volta il 17 gennaio 2020 e poi nuovamente il 4 marzo dello stesso anno. Con le sue dimissioni il governo è stato sciolto e sostituito dal governo Šmyhal'.

## Contesto
All'indomani delle elezioni parlamentari del 2019, durante la prima seduta della IX legislatura della Verchovna Rada, si è proceduto alla nomina del Primo ministro e successivamente all'approvazione della composizione del gabinetto dei ministri.
Il 29 agosto 2019 Oleksij Hončaruk, vicecapo dell'Ufficio del Presidente dell'Ucraina, è stato eletto come Primo ministro con 290 voti di cui 247 provenienti dal partito Servitore del Popolo, 22 dal gruppo parlamentare Per il futuro e 21 dai non iscritti; hanno votato contro 26 parlamentari del partito Solidarietà Europea e un parlamentare del gruppo misto.
| Fazione                                  | A favore | Contrari | Astenuti | Non votanti | Totale |
| ---------------------------------------- | -------- | -------- | -------- | ----------- | ------ |
| Servitore del Popolo                     | 247      | -        | -        | 4           | 251    |
| Piattaforma di Opposizione - Per la Vita | -        | -        | -        | 42          | 42     |
| Solidarietà Europea                      | -        | 26       | -        | 1           | 27     |
| Unione Pan-Ucraina "Patria"              | -        | -        | 12       | 12          | 24     |
| Per il futuro                            | 22       | -        | -        | -           | 22     |
| Voce                                     | -        | -        | 13       | 4           | 17     |
| Non iscritti                             | 21       | 1        | 10       | 4           | 37     |
| Totale gruppi                            | 290      | 27       | 35       | 66          | 418    |

Nel suo discorso Hončaruk ha sottolineato che nei successivi anni "almeno una grivnia su tre sarebbe stata utilizzata per ripagare i debiti" e che "nonostante i cambiamenti almeno 10 milioni di ucraini vivono al di sotto della soglia di povertà e la corruzione è ancora dilagante". Il neoeletto Primo ministro ha anche affermato che il nuovo governo "non avrebbe rubato" e che in occasione della visita del Fondo Monetario Internazionale in Ucraina, prevista a poche settimane dal voto, avrebbe negoziato un programma di cooperazione per i successivi 3/4 anni.
Il partito Piattaforma di Opposizione - Per la Vita non ha partecipato alla votazione, sostenendo che la principale preoccupazione del Primo ministro sarebbe dovuta essere la conclusione della guerra del Donbass, mentre il partito Voce si è largamente astenuto, in assenza dei nominativi per il resto del governo. Il partito Solidarietà Europea, l'unico ad aver votato contro, ha messo in dubbio la trasparenza nella scelta dei candidati.
Nella stessa giornata il parlamento è stato chiamato a decidere anche sulla nomina di Ivan Bakanov a capo del Servizio di sicurezza e di Ruslan Rjabošapka come Procuratore generale.
Successivamente la Verchovna Rada ha approvato la composizione del gabinetto dei ministri, nel quale il numero dei dicasteri è stato ridotto da 25 a 17, con 281 voti, accordando quindi la fiducia all'esecutivo. Ai sensi della Costituzione i ministeri degli Affari esteri e della Difesa sono stati votati a parte e i titolari nominati dal Presidente dell'Ucraina; questi ultimi hanno ottenuto un maggior numero di voti pari a 310 per Vadym Prystajko (affari esteri) e 314 per Andrij Zahorodnjuk (difesa).
| Fazione                                  | A favore | Contrari | Astenuti | Non votanti | Totale |
| ---------------------------------------- | -------- | -------- | -------- | ----------- | ------ |
| Servitore del Popolo                     | 238      | -        | 1        | 6           | 245    |
| Piattaforma di Opposizione - Per la Vita | -        | -        | -        | 30          | 30     |
| Solidarietà Europea                      | -        | 26       | -        | -           | 26     |
| Unione Pan-Ucraina "Patria"              | -        | -        | 17       | 5           | 22     |
| Per il futuro                            | 22       | -        | -        | -           | 22     |
| Voce                                     | -        | -        | 17       | -           | 17     |
| Non iscritti                             | 21       | -        | 10       | 2           | 33     |
| Totale gruppi                            | 281      | 26       | 45       | 43          | 395    |

| Fazione                                  | A favore | Contrari | Astenuti | Non votanti | Totale |
| ---------------------------------------- | -------- | -------- | -------- | ----------- | ------ |
| Servitore del Popolo                     | 250      | -        | -        | 2           | 252    |
| Piattaforma di Opposizione - Per la Vita | -        | -        | -        | 34          | 34     |
| Solidarietà Europea                      | -        | -        | 25       | 1           | 26     |
| Unione Pan-Ucraina "Patria"              | 21       | -        | -        | 1           | 22     |
| Per il futuro                            | 20       | -        | -        | 2           | 22     |
| Voce                                     | -        | -        | 15       | 2           | 17     |
| Non iscritti                             | 19       | -        | 9        | 7           | 35     |
| Totale gruppi                            | 310      | -        | 49       | 49          | 408    |

| Fazione                                  | A favore | Contrari | Astenuti | Non votanti | Totale |
| ---------------------------------------- | -------- | -------- | -------- | ----------- | ------ |
| Servitore del Popolo                     | 248      | -        | -        | 3           | 251    |
| Piattaforma di Opposizione - Per la Vita | -        | -        | 1        | 36          | 37     |
| Solidarietà Europea                      | -        | 25       | -        | -           | 25     |
| Unione Pan-Ucraina "Patria"              | 22       | -        | -        | -           | 22     |
| Per il futuro                            | 21       | -        | -        | 1           | 22     |
| Voce                                     | -        | -        | 9        | 5           | 14     |
| Non iscritti                             | 23       | -        | 4        | 7           | 34     |
| Totale gruppi                            | 314      | 25       | 14       | 52          | 405    |

Particolarmente spinosa per il Primo ministro, per sua stessa ammissione, è stata la riconferma del Ministro degli affari interni Arsen Avakov, del partito Fronte Popolare, in carica dalla Rivoluzione ucraina del 2014 nei due precedenti esecutivi. Secondo Hončaruk la ragione principale per il mantenimento di Avakov è stata la presenza di conflitti nel paese, pur sostenendo che in ogni caso non si trattava di un componente insostituibile.

## Composizione
| Primo ministro                                                                          |                                |                                                                              |                  |
| Titolare                                                                                | Titolare                       | Carica                                                                       | Dal              |
|                                                                                         | Oleksij Hončaruk (Ind.)        | Primo ministro                                                               | 29 agosto 2019   |
|                                                                                         | Dmytro Kuleba (SN)             | Vice primo ministro                                                          | 29 agosto 2019   |
|                                                                                         | Mychajlo Fedorov (Ind.)        | Vice primo ministro                                                          | 29 agosto 2019   |
| Ministro per la trasformazione digitale                                                 | Mychajlo Fedorov (Ind.)        |                                                                              | 29 agosto 2019   |
|                                                                                         | Denys Šmyhal' (Ind.)           | Vice primo ministro                                                          | 20 febbraio 2020 |
| Ministro per lo sviluppo regionale, l'edilizia e l'edilizia pubblica e servizi pubblici | Denys Šmyhal' (Ind.)           |                                                                              | 20 febbraio 2020 |
| Ministri                                                                                |                                |                                                                              |                  |
| Membro                                                                                  | Membro                         | Titolare                                                                     | Dal              |
|                                                                                         | Arsen Avakov (NF)              | Ministro degli affari interni                                                | 22 febbraio 2014 |
|                                                                                         | Vadym Prystajko (SN)           | Ministro degli affari esteri                                                 | 29 agosto 2019   |
|                                                                                         | Oksana Markarova (Ind.)        | Ministro delle finanze                                                       | 7 giugno 2018    |
|                                                                                         | Andrij Zahorodnjuk (Ind.)      | Ministro della difesa                                                        | 29 agosto 2019   |
|                                                                                         | Julija Sokolovs'ka (Ind.)      | Ministro delle politiche sociali                                             | 29 agosto 2019   |
|                                                                                         | Oksana Koljada (Ind.)          | Ministro dei territori temporaneamente occupati, dei profughi e dei veterani | 29 agosto 2019   |
|                                                                                         | Denys Maljus'ka (SN)           | Ministro della giustizia                                                     | 29 agosto 2019   |
|                                                                                         | Zorjana Skalec'ka (SN)         | Ministro della salute                                                        | 29 agosto 2019   |
|                                                                                         | Hanna Novosad (SN)             | Ministro dell'istruzione e delle scienze                                     | 29 agosto 2019   |
|                                                                                         | Oleksij Oržel' (SN)            | Ministro dell'ecologia e delle risorse naturali                              | 29 agosto 2019   |
|                                                                                         | Vladyslav Kryklij (SN)         | Ministro delle infrastrutture                                                | 29 agosto 2019   |
|                                                                                         | Tymofij Mylovanov (Ind.)       | Ministro dello sviluppo economico, del commercio e dell'agricoltura          | 29 agosto 2019   |
|                                                                                         | Al'ona Babak                   | Ministro dello sviluppo delle comunità e dei territori                       | 29 agosto 2019   |
|                                                                                         | Volodymyr Borodjans'kyj (Ind.) | Ministro della cultura, della gioventù e dello sport                         | 29 agosto 2019   |
|                                                                                         | Dmytro Dubilet (Ind.)          | Ministro del gabinetto dei ministri                                          | 29 agosto 2019   |